# Reine des abeilles
Pour les articles homonymes, voir Reine des abeilles (homonymie).

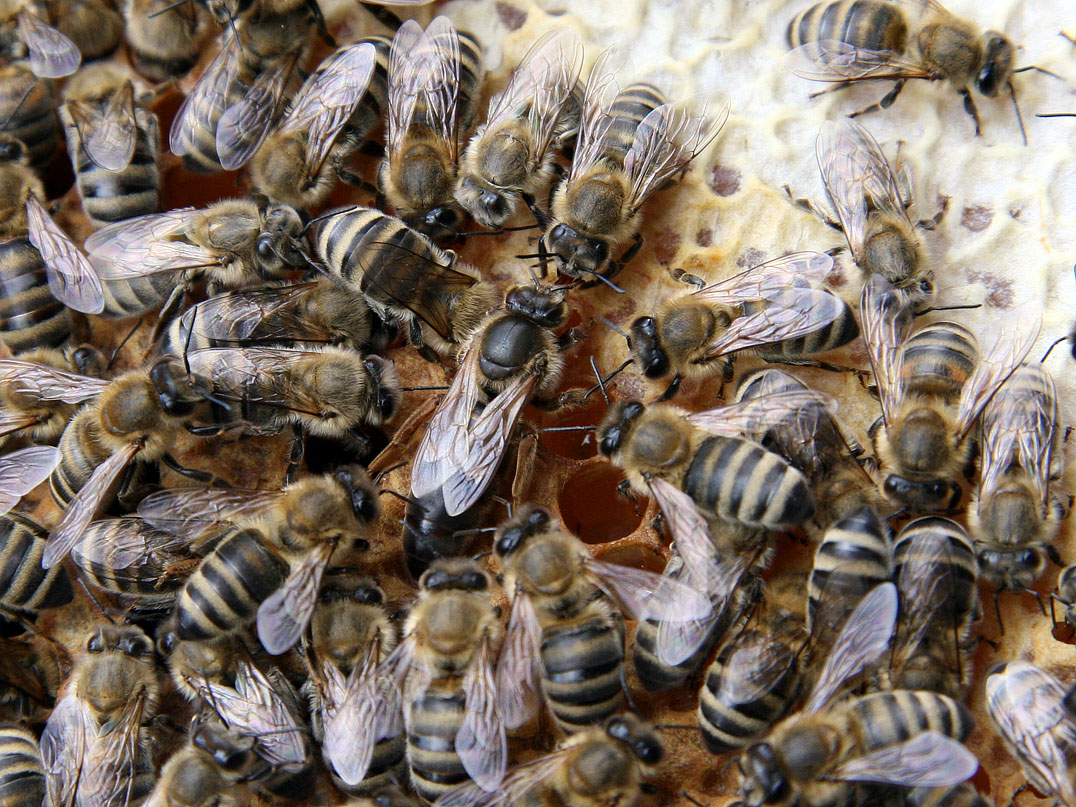
Une reine (Apis mellifera carnica) entourée au-dessus d'alvéoles d'abeilles.

La reine des abeilles, ou plus simplement reine dans le contexte, désigne une femelle adulte accouplée qui vit dans une ruche. Elle est le seul individu femelle pleinement fertile de la colonie (il arrive que des ouvrières pondent mais n'étant pas fécondées, elles ne pondent que des mâles, ce qui donne une ruche bourdonneuse appelée à disparaître). Il y a normalement une seule reine adulte fécondée par ruche. Elle est la mère de la totalité des abeilles de la ruche si on exclut les ouvrières présentes dans la ruche mais venant d'une autre ruche (ce qui peut constituer jusqu'à 30 % des effectifs d'une colonie).

## Description

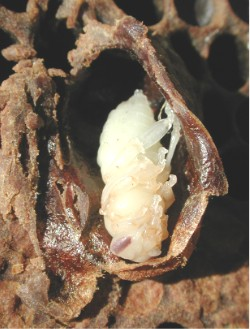
Cellule royale ouverte

La reine se distingue des autres abeilles par sa plus grande taille (1,8 cm en moyenne une fois fécondée contre 1,2 cm pour une ouvrière). Son abdomen et ses organes génitaux sont plus développés. Son abdomen possède moins de poils et sa taille permet une ponte plus aisée dans chaque alvéole.
Contrairement aux ouvrières, le dard de la reine ne possède pas de crochet et ne reste pas pris dans la peau d'un animal lors d'une piqûre (dard rétractile), ce qui lui évite de mourir.
Il est rare de pouvoir observer une reine à l’extérieur, alors qu’il est relativement facile de la remarquer à l’intérieur d’une ruche : elle est entourée de nombreuses ouvrières qui la protègent et la nourrissent.

## Développement d'une reine
| Métamorphose d'une reine des abeilles | Métamorphose d'une reine des abeilles |
| ------------------------------------- | ------------------------------------- |
| Oeuf                                  | éclot le 3e jour                      |
| Larve (plusieurs mues)                | Jour 3 à jour 8 1⁄2                   |
| Cellule royale operculée              | ~ Jour 7 1⁄2                          |
| Pupe                                  | ~ Jour 8 jusqu'à l'émergence          |
| Émergence                             | ~Jour 15 1⁄2 – Jour 17                |
| Vol nuptial                           | ~Jour 20 – 24                         |
| Commencement de la ponte              | ~Jour 23 et plus                      |

Pour faire une reine, il faut 16 jours de l’œuf à la naissance mais si on fait naître une reine après un orphelinage, 13 jours peuvent suffire car l’élevage royal débute généralement sur un oeuf de 1 à 3 jours.
La reine est, à l'origine, une larve choisie par les abeilles ouvrières. Elle provient d’un œuf fécondé, identique à celui d'une ouvrière, mais pondu dans une cellule spéciale verticale, la cellule royale, plus vaste et de forme ronde, non hexagonale, contrairement à celle des ouvrières. La cellule royale mature ressemble à une cacahuète dans sa coque.

## Remérage
Les reines sont élevées généralement au printemps et jusqu'à l'automne en fonction des régions. 
Cet élevage a lieu en différentes circonstances :
- lors d'un essaimage, qui n’aura lieu que si la colonie est prospère et le climat favorable.
- pour remplacer une reine vieillissante ou malade. On parle alors de supersédure  (de l'anglais superseding, remplacement) pour un remplacement de reine sans essaimage. Il semble que la baisse de transmission des phéromones de la reine, qui les répand avec son odeur, ses antennes et sa bouche, en permanence dans la ruche, soit le facteur déterminant pour son remplacement et la construction de cellules royales.
- lorsqu'une colonie perd sa reine, elle doit se remérer (c'est-à-dire faire naître une nouvelle reine-mère pour la ruche). La colonie amorce alors le périlleux processus de nourrir plusieurs nymphes de gelée royale, périlleux car la survie de la colonie en dépend.

La première reine éclose part à la chasse des autres cocons pour tuer les nymphes concurrentes.
Il y a des inconvénients avec les reines produites dans la colonie. Aucun nouveau couvain ne naîtra pendant 41 jours au minimum, donc pendant plus longtemps que l'espérance de vie moyenne des ouvrières. Cela retarde sérieusement le développement de la colonie et réduira la récolte de miel. Des reines de qualité inférieure (plus petites et moins prolifiques) sont souvent produites. Aussi, la plupart des apiculteurs obtiennent d'un éleveur des reines sélectionnées pour leurs performances ou ils élèveront eux-mêmes des reines en utilisant leurs meilleures souches puis les introduiront dans leurs ruches (en éliminant la reine en place) dès qu'elles seront prêtes à pondre.
Le remplacement peut être forcé par un apiculteur, par exemple en coupant l'une des pattes médiane ou postérieure de la reine. Cela la rend incapable de placer correctement ses œufs au bas de la cellule de couvée; les ouvrières le détectent puis élèvent des reines de remplacement. Quand une nouvelle reine devient disponible, les ouvrières tuent la reine régnante en se regroupant étroitement autour d'elle pour élever la température de son corps, ce qui la fait surchauffer et mourir. Le phénomène est souvent un problème pour les apiculteurs qui tentent d'introduire une reine de remplacement.

### Types de cellules royales

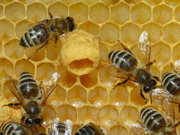
Une amusette, cupule royale non operculée.

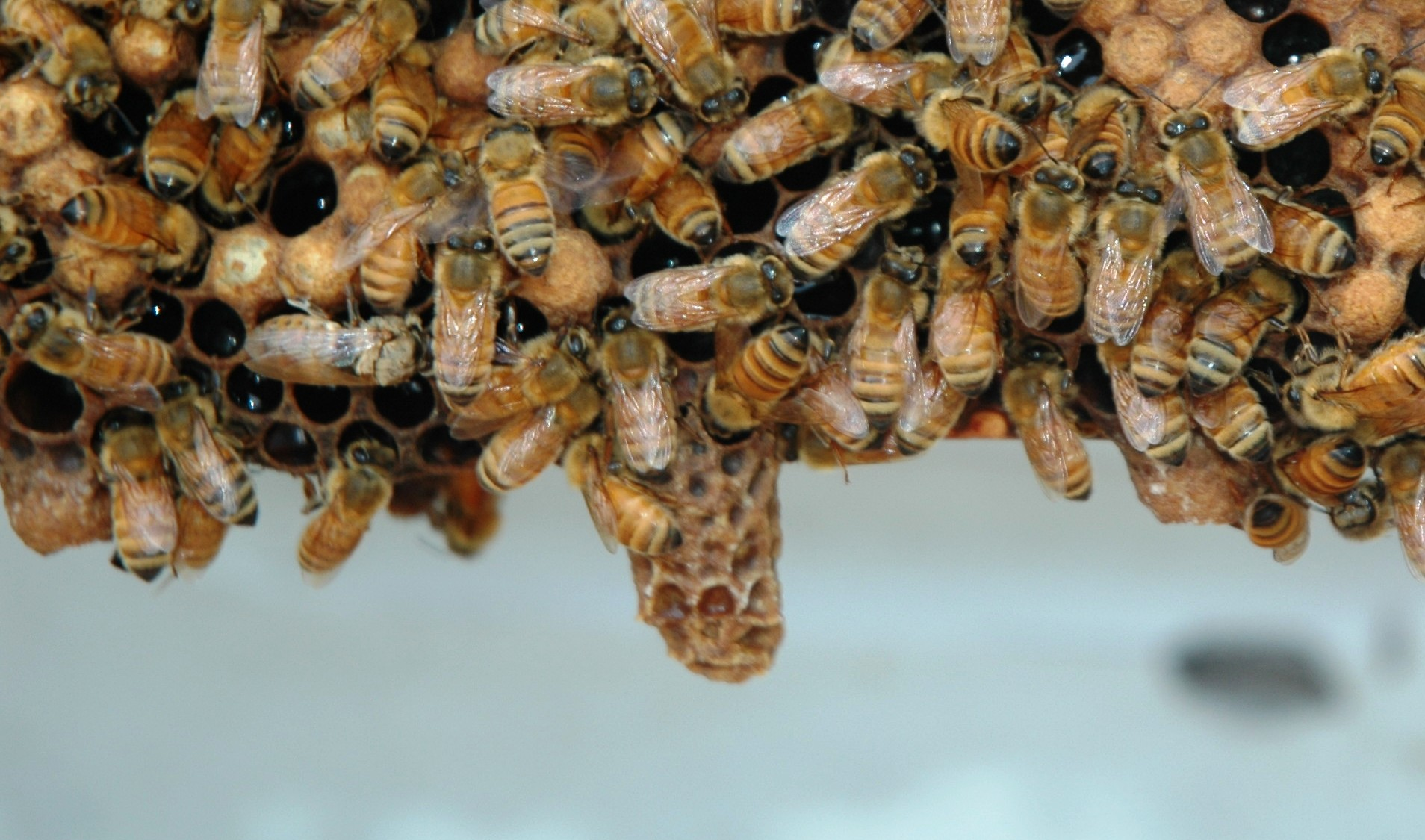
Cellule d'essaimage.

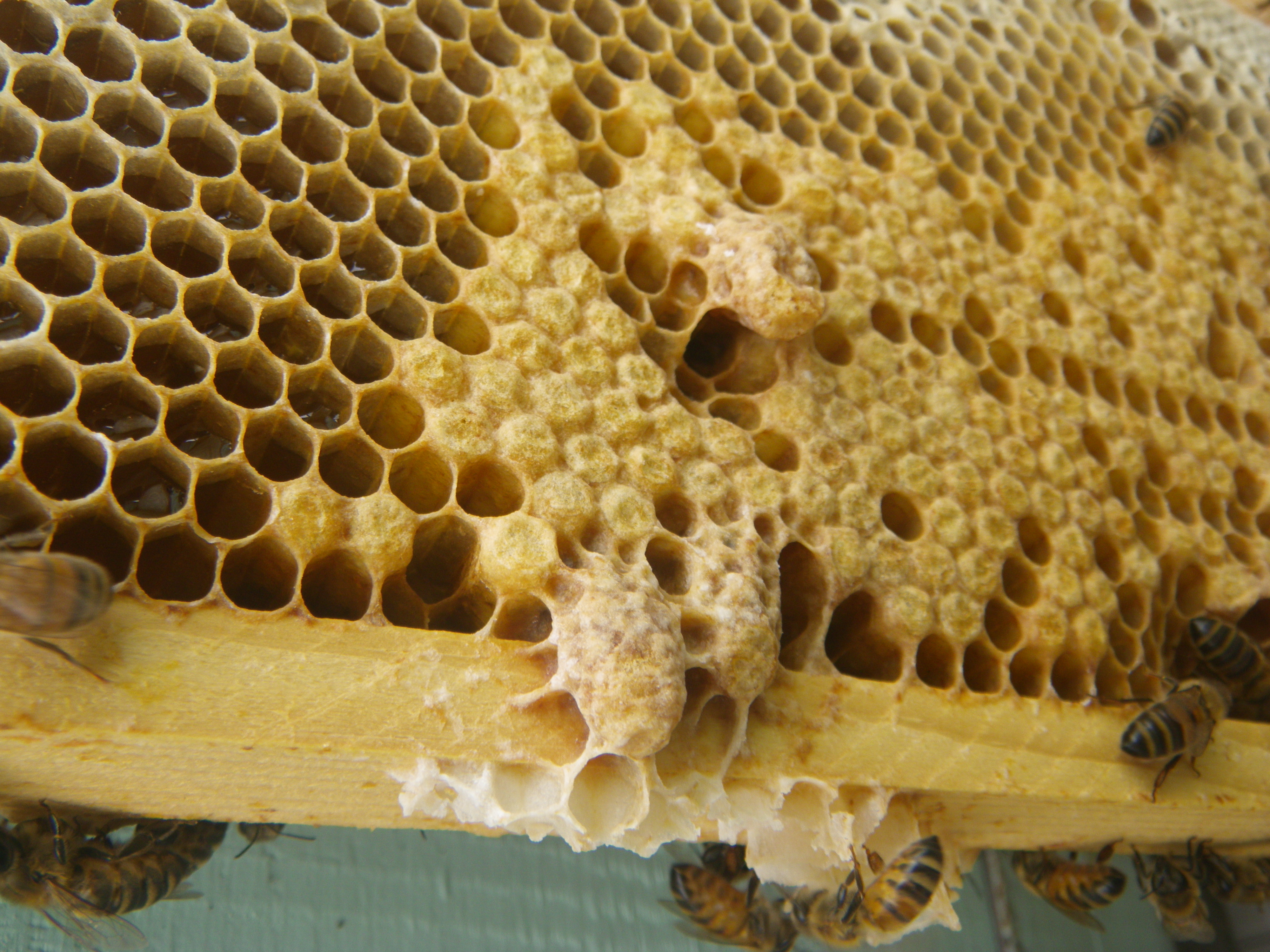
Cellules royales de sauveté

Il existe 3 types de cellules royales. C'est souvent le nombre et la position des cellules royales sur un cadre qui permet d'identifier leur nature.
Dans un premier temps, des "amusettes", cupules non pondues sont construites sur les cadres. Ce ne sont pas encore des cellules royales. Elles sont à moitié construites et juste préparées pour être rapidement disponibles le jour où la colonie en aura besoin. Dès que la reine décide de préparer un essaimage, elle pond dans plusieurs de ces cupules, leur construction est alors complétée et les cellules seront operculées entre 7 et 8 jours après la ponte. La vieille reine pourra alors quitter sa ruche d'origine avec une partie de la colonie mais en laissant ses provisions pour les jeunes reines prêtes à éclore.
- Cellules d'essaimage : les cellules royales créées avant un essaimage sont généralement nombreuses (une dizaine) et toutes suspendues au bas ou sur les côtés d'un cadre. Lorsqu'on voit des cellules royales pondues et operculées, c'est le signe que l'essaimage est proche (si la météo le permet). Si on souhaite diviser sa colonie, l'utilisation d'un cadre porteur d'une cellule d'essaimage est une très bonne solution car les reines créées lors d'essaimage sont de bonne qualité.
- Cellules de supersédure : les cellules de supersédure sont moins nombreuses (2 à 5) et généralement disposées verticalement au milieu d'un cadre mais décollées du cadre. Elles sont créées par la colonie lorsqu'une reine est présente dans la colonie mais fait mal son travail (baisse de la ponte, baisse de la diffusion de phéromones royales).
- Cellules de sauveté ou d'urgence : les cellules dédiées aux reines d'urgence sont très nombreuses. Elles sont créées lors d'une disparition inopinée de la reine. Les reines d'urgence sont généralement élevées dans des cellules d'ouvrières rapidement agrandies. Elles sont donc disposées comme des alvéoles normales mais sont plus grosses et plus longues, ce qui les fait dépasser du cadre un peu plus qu'une cellule de mâle.

Tout au long de son développement, la larve royale sera nourrie exclusivement de gelée royale (sauf parfois pour les cellules d'urgence qui peuvent avoir reçu du pollen si aucune larve fraîche n'est disponible au moment où l'urgence survient). On a longtemps pensé que la composition de la gelée royale était ce qui permettait à certaines larves de devenir des reines mais c'est en fait l'absence d'alimentation en pollen qui permet le développement supérieur des organes génitaux.
Attention, les cellules royales ne doivent pas être secouées après l’operculation car c'est le moment où la larve devient nymphe. Elle est alors suspendue verticalement la tête en bas dans sa cellule et simplement maintenue par un fil fragile. Si on doit déplacer ces cellules, elles doivent toujours être transportées verticalement.

### Reine vierge
Une reine vierge est une reine des abeilles qui ne s'est pas encore accouplée à un faux-bourdon. Les vierges sont de taille intermédiaire entre les ouvrières et les reines fécondées et sont beaucoup plus actives que ces dernières. Elles sont difficiles à repérer lors de l'inspection d'un cadre, car elles franchissent les rayons, escaladent les abeilles ouvrières si nécessaire et peuvent même prendre la fuite si elles sont suffisamment perturbées. On peut souvent trouver des reines vierges accrochées aux parois ou aux coins d'une ruche lors des inspections.
Les reines vierges ont une faible phéromone de reine et ne sont souvent pas considérées comme des reines par les ouvrières. Une reine vierge fraîchement éclose peut être placée à l’entrée d'une ruche orpheline et son acceptation sera généralement très bonne, alors qu’une reine fécondée est généralement considérée comme une étrangère et court un risque élevé de se faire tuer par les ouvrières.
Lorsqu'une jeune reine vierge émerge d'une cellule de reine, elle va généralement chercher des rivales vierges et tenter de les tuer (en piquant), ainsi que toute reine non émergée. Les cellules de la reine qui sont ouvertes sur le côté indiquent qu'une reine vierge a probablement été tuée par une reine vierge rivale. Après l'essaimage d'un essaim primaire, les ouvrières peuvent empêcher les reines vierges naissantes de se battre et une ou plusieurs vierges peuvent alors accompagner un essaim secondaire ou tertiaire. Quand un jeune essaim s'installe dans une nouvelle ruche, les vierges reprendront alors un comportement normal et se battront à mort jusqu'à ce qu'il n'en reste plus qu'une. Si l'essaim principal a une reine vierge et l'ancienne reine, cette dernière aura généralement le droit de vivre. La vieille reine continue de pondre. Quelques semaines plus tard, elle mourra de mort naturelle et l'ancienne vierge, maintenant accouplée, prendra sa place.
Malgré son surnom de « reine », une reine des abeilles ne « dirige » pas la ruche. Sa seule fonction est de servir de reproducteur. Elle est continuellement entourée d'abeilles ouvrières qui répondent à tous ses besoins, lui donnent à manger et se débarrassent de ses déchets. Les ouvrières auxiliaires collectent et distribuent ensuite la phéromone mandibulaire royale, une phéromone qui empêche les ouvrières de démarrer des cellules royales. 
La reine des abeilles est capable de contrôler le sexe des œufs qu'elle pond. La reine dépose un œuf fécondé (femelle) ou non fécondé (mâle) en fonction de la largeur de la cellule. Les faux bourdons sont élevés dans des cellules considérablement plus grandes que celles utilisées pour les ouvrières. La reine féconde l'ovule en libérant sélectivement le sperme de sa spermathèque lorsque l'ovule passe dans son oviducte.

### Le chant de la reine
Le chant de la reine est un son vibratoire produit par des abeilles reines vierges et reproduit pendant certaines périodes du développement des reines vierges.
Le chant est le plus souvent un signal de la première reine vierge naissante pour annoncer sa présence à la colonie. S'il y a d'autres cellules royales prêtes à éclore dans la ruche, les autres reines vierges peuvent y répondre avant même de sortir de leur cellule. Si ces réponses sont nombreuses et que la colonie est assez forte, la première reine vierge décidera de former un essaim secondaire pour quitter la ruche et éviter une série de combats dangereux. Si les réponses sont peu nombreuses, la reine essaiera d'aller tuer ces concurrentes dans leur cellule ou les combattra si elles sont déjà écloses.
Les reines fécondées peuvent chanter brièvement après avoir été relâchées dans une ruche.
Le son du chant est un sol ♯ (alias la ♭). La reine adulte lance une impulsion de deux secondes suivie d'une série de toots de quart de seconde. Les reines des abeilles africanisées produisent des chants plus vigoureux et plus fréquents.
Il faut noter que des ouvrières sont parfois aussi capables de chanter, notamment lors des essaimages pour guider l'essaim vers le site d'installation choisi par les éclaireuses.

## Reproduction
Une nouvelle reine s'élance dans son vol nuptial 6 à 10 jours après sa naissance car elle a besoin d'une journée chaude et ensoleillée pour rejoindre une congrégation de faux bourdons. Elle va s’y accoupler avec plusieurs mâles (12 à 15), en plein vol, jusqu’à ce que sa spermathèque soit remplie. Les mâles qui l’auront fécondée vont tous mourir peu de temps après l’accouplement, leurs organes génitaux ayant été arrachés. Les autres ne seront plus nourris par leur essaim d'origine une fois l'automne arrivé. Si le temps le permet, la reine peut retourner dans la zone de rassemblement des faux bourdons pendant plusieurs jours jusqu'à ce qu'elle soit complètement fécondée. Elle commence généralement à pondre 2 à 3 jours après son retour à la ruche. On estime à 20 % le nombre de reines qui ne reviennent jamais à cause d'un problème de localisation de la ruche ou de prédation par un oiseau.
La jeune reine vierge a peu de temps pour s'accoupler. Si elle est incapable de voler pendant plusieurs jours en raison du mauvais temps et qu'elle reste non fécondée, elle deviendra une « pondeuse de mâles ». Les reines qui pondent des mâles signent généralement la mort de la colonie, car les ouvrières ne disposent pas de larves (femelles) fécondées pour élever des abeilles ouvrières ou une reine de remplacement. La ruche est alors dite « bourdonneuse ».

### Intensité de ponte
La reine stocke dans sa spermathèque jusqu'à 6 millions de spermatozoïdes pour engendrer plusieurs colonies, et ce pour le reste de sa vie (jusqu’à 7 ans).
Une fois installée, la reine pond en permanence de février à septembre, jusque l'équivalent de son propre poids en œufs chaque jour pour certaines reines d'abeilles domestiques (près de 400 000 œufs par an, ce nombre élevé étant nécessaire car la durée de vie des ouvrières n'est que de 30 à 45 jours), soit 1 500 à 2 000 œufs par jour au rythme de cinq à six par minute.
Quand sa spermathèque commence à se vider, elle ne peut plus pondre d'œufs d'ouvrières et sa diffusion de phéromones se modifie. C'est souvent le signe que la reine ne va pas tarder à être remplacée.
L'intensité de ponte pendant les mois de février à mai est directement liée à :
- la qualité génétique de la reine,
- l'âge de la reine. L'intensité de ponte est maximale les deux premières années puis décline de façon assez importante[8].
- la disponibilité de réserves alimentaires (miel, nectar et pollen),
- la photopériode et à la température maximale extérieure[9] (Cf. degré jour de croissance). Avec une température extérieure maximale de 6 °C, une bonne reine pond environ 300 œufs par jour et un peu moins de 100 œufs de plus par degré supplémentaire donc environ 600 œufs à 10 °C, 1 100 œufs à 15 °C, 1 600 œufs à 20 °C et 2 200 à 25 °C. Un cadre Dadant comportant 7 000 alvéoles en moyenne, il peut être rempli de couvain en un peu plus de 3 jours à 25 °C ou en 4 jours à 20 °C[10]. Mais ce couvain ne sera viable que si la colonie est assez forte pour maintenir ce couvain à 35 °C lors de brutales chutes de températures fréquentes la nuit en début de saison.

Wille a montré, au travers de l’analyse de 540 colonies d’Europe centrale, que 85 % des colonies atteignaient 90 % de leur production annuelle de couvain dans un intervalle de temps assez bref de 10 à 15 jours au cours de la période comprise entre le 27 juillet et le 12 août, indépendamment de la taille de la colonie. Cette période est plus précoce en Europe de l'Ouest où, après avoir atteint le paroxysme de son développement entre mi-juin et début juillet, la population d’abeilles recule fortement dès la mi-juillet. En trois semaines, elle diminue de 30 à 70 %.

## Élevage de reines
L'élevage des reines est le processus par lequel les apiculteurs élèvent des reines à partir de jeunes larves d'abeilles ouvrières fécondées à partir de ruches-souches de qualité. La méthode permet d'obtenir des reines de meilleure qualité que celles obtenues par remérage naturel. Cela permet également d'éviter une rupture de ponte de plus d'un mois en pleine saison. La méthode la plus couramment utilisée est connue sous le nom de "méthode Doolittle" où l’apiculteur "greffe" par "picking" des larves âgées de 24 heures ou moins. Les apiculteurs peuvent également utiliser d'autres méthodes d'élevage des reines telles que le kit Jenter, le split partant, le tableau Cloake et l'insémination artificielle.

## Identification
| Couleur | Couleur | Année finissant par |
| ------- | ------- | ------------------- |
| Bleu    |         | 0 ou 5              |
| Blanc   |         | 1 ou 6              |
| Jaune   |         | 2 ou 7              |
| Rouge   |         | 3 ou 8              |
| Vert    |         | 4 ou 9              |

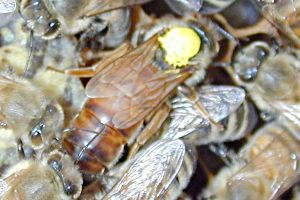
Reine marquée

L'abdomen de la reine des abeilles est plus long que celui des abeilles ouvrières qui l'entourent. Malgré cela, dans une ruche de 60 000 à 80 000 abeilles, il est souvent difficile pour les apiculteurs de trouver rapidement la reine. Pour cette raison, de nombreuses reines des colonies non-sauvages sont marquées d'une légère trace de peinture sur leur thorax. La peinture utilisée ne nuit pas à la reine et la rend beaucoup plus facile à trouver en cas de besoin.
Bien que la couleur soit parfois choisie au hasard, les éleveurs de reines professionnels utilisent une couleur qui identifie l'année de naissance d'une reine, ce qui les aide à décider si leurs reines sont trop vieilles pour conserver une ruche solide et doivent être remplacées.

## Sources
- Cet article est partiellement ou en totalité issu de l'article intitulé « Apis (genre)#Reine » (voir la liste des auteurs).
- Des Abeilles et des hommes
- reinesdabeilles.fr